# 4-etil-2,2-dimetilhexano
El 4-etil-4,5
-dimetilhexano es un alcano de cadena ramificada con fórmula molecular C10H22.